# Arnoldo Cabada de la O
Arnoldo Cabada de la O (Santa Bárbara, Chihuahua, México, 25 de noviembre de 1934-Ciudad Juárez, Chihuahua, México, 8 de febrero de 2021) fue un periodista y empresario de los medios de origen mexicano.

## Biografía

### Infancia y adolescencia
Nacido en Santa Bárbara, Chihuahua, el 25 de noviembre de 1934, y registrado el 23 de marzo de 1935 en Villa de Ocampo, Ocampo, Durango.
Arnoldo creció en Santa Bárbara y se incursionó en los medios de comunicación como DJ  de la XESB-AM en Santa Bárbara. 
Más tarde, viajó junto a su hermano a Hidalgo del Parral, en donde trabajó en la empresa CUNSA, manejando un dompe que transportaba material para construcción. Ya en 1952 la XEGD-AM, lo contrató. Ahí, Arnoldo laboró como locutor novato.

### Llegada a Ciudad Juárez
En 1960, Arnoldo llegó a Ciudad Juárez, en donde inició sus labores en la televisión en XEJ-TV Canal 5, en donde Pedro Meneses Hoyos lo integró a su equipo de trabajo.
En ese mismo año, se realizó un Teletón, el primero en Ciudad Juárez, que organizó el Club 20-30 y al que ayudó Arnoldo Cabada; el Teletón era organizado para reunir leche para lactantes de las colonias pobres de Ciudad Juárez. Arnoldo continuó con su labor conduciendo un noticiero en XEJ-TV.
En 1979, Arnoldo rompió y renunció a XEJ-TV, siguiéndole a él compañeros de la televisora que también renunciaron.

### Canal 44
A causa de su renuncia a XEJ-TV, Arnoldo viajó a la Ciudad de México en donde solicitó a la Secretaría de Comunicaciones y Transportes una concesión para transmitir un canal de televisión en Ciudad Juárez. Finalmente, en ese mismo año se le otorga la concesión de XHIJ-TV Canal 44 de Ciudad Juárez el 29 de noviembre de 1979.
El canal inició transmisiones el 16 de octubre de 1980.
El canal 44, se ha posicionado dentro del mercado de Ciudad Juárez como una alternativa a XEJ-TDT, XEPM-TDT y los canales de El Paso en cuanto a noticias locales.
En 1998, se obtuvo la concesión de un canal en la ciudad de Mexicali, Baja California XHILA-TDT Canal 66. En 2017 se hizo lo mismo para un canal en Chihuahua, Chihuahua XHICCH-TDT Canal 44.

### Actividad política
Con motivo de las elecciones federales de 1985, el Partido Revolucionario Institucional postuló a Arnoldo como candidato a diputado por el Distrito III de Chihuahua con cabecera en Ciudad Juárez. Finalmente, Arnoldo perdió la elección frente al candidato del Partido Acción Nacional, Héctor Mejía Gutiérrez en una elección en la que el computo final contabilizó poco menos de 3 mil votos, un hecho inusual en la historia electoral del estado de Chihuahua debido al poco registro, lo que hizo creer que se buscó llevar a cabo un fraude electoral por parte del Revolucionario Institucional.
En 2001 fue nombrado regidor del municipio de Ciudad Juárez, durante el consejo municipal de 2001-2002.
En 2016, su hijo Armando se postuló como candidato independiente a la presidencia municipal de Ciudad Juárez para las elecciones de ese año y obteniendo el triunfo, siendo electo el primer alcalde independiente en la historia de Ciudad Juárez.

### Familia
Arnoldo se casó con Martha Alvídrez, con quien tuvo 5 hijos.

### Fallecimiento
Falleció en Ciudad Juárez el 8 de febrero de 2021 a la edad de 86 años.